# Brassaiopsis minor
Brassaiopsis minor är en araliaväxtart som beskrevs av Benjamin Clemens Masterman Stone. Brassaiopsis minor ingår i släktet Brassaiopsis och familjen Araliaceae. Inga underarter finns listade.